# Meadley Reservoir
Das Meadley Reservoir ist ein Stausee im Lake District, Cumbria, England.
Der See liegt östlich vom Cleator Moor. Der Mere Beck bildet seinen Zufluss im Osten und seinen Abfluss im Westen.
Das Trinkwasserreservoir wird als Angelteich benutzt.